# Carmen Cusack
Carmen Cusack (Denver, 25 aprile 1972) è un'attrice e cantante statunitense, nota soprattutto come interprete di musical a Londra e Broadway.

## Biografia
Ha debuttato a Londra nel 2001 nel musical The Secret Garden, a cui è seguito Les Misérables nel 2002 e nel 2004 The Phantom of the Opera a Manchester. Ha interpretato Elphaba nel musical Wicked a Chicago, nel tour statunitense e a Melbourne tra il 2005 e il 2008. Ha recitato anche in altri musical, tra cui: South Pacific (Tour americano, 2009), Carrie (Off Broadway, 2012), Sunday in the Park with George (Chicago, 2012), Bright Star (Broadway, 2016; candidata al Tony Award alla miglior attrice protagonista in un musical) e Flying Over Sunset (Broadway, 2021; candidata al Tony Award alla miglior attrice protagonista in un musical).
È sposata con l'attore Paul Telfer.

## Filmografia
- Un amico straordinario (A Beautiful Day in the Neighborhood), regia di Marielle Heller (2019)